# Сент Џонс (округ Марикопа, Аризона)
Сент Џонс (енгл. St. Johns, Maricopa County) насељено је место без административног статуса у америчкој савезној држави Аризона.

## Демографија
По попису из 2010. године број становника је 476.
| Група             | 2000.    | 2010.     |
| Белци             | 0 (0,0%) | 13 (2,7%) |
| Афроамериканци    | 0 (0,0%) | 1 (0,2%)  |
| Азијати           | 0 (0,0%) | 0 (0,0%)  |
| Хиспаноамериканци | 0 (0,0%) | 19 (4,0%) |
| Укупно            | 0        | 476       |